# Kosacziwka
Kosacziwka (ukr. Косачівка) – wieś na Ukrainie, w obwodzie czernihowskim, w rejonie czernihowskim, w hromadzie Desna. W 2001 liczyła 622 mieszkańców, spośród których 619 wskazało jako ojczysty język ukraiński, a 3 rosyjski.